# Ugeskrift for Læger
Ugeskrift for Læger er et medicinsk fagblad i Danmark. Det er Lægeforeningens medlemsblad og indeholder en blanding af nyheder, ny forskning, oversigtsartikler, boganmeldelser, debat og reportager. Ugeskriftet er udkommet uafbrudt siden 4. maj 1839 og fra 2002 tillige elektronisk på Ugeskriftet.dk.
Bladet udkommer på tryk hver anden mandag (i lige ugenumre).
Ugeskrift for Lægers engelsksprogede søstertidsskrift Danish Medical Journal (DMJ) publicerer især originalartikler, udgives også af Lægeforeningen og har samme videnskabelige redaktion som Ugeskrift for Læger. DMJ udkommer 12 gange årligt.
Tidsskriftets redaktion består af en ansvarshavende chefredaktør, Bo Hasseriis, og videnskabelig redaktør Anja Pinborg.